# هیللی رامبین
هیللی رامبین (انگلیسی: Hillevi Rombin; ۱۴ سپتامبر ۱۹۳۳ – ۱۹ ژوئن ۱۹۹۶) هنرپیشه، و مدل (شخص) اهل سوئد بود. او جوایزی همچون دوشیزه جهان (۱۹۵۵) را از آن خود کرده است.